# Macrobrochis pallens
Macrobrochis pallens is een vlinder uit de familie van de spinneruilen (Erebidae). De wetenschappelijke naam van deze soort is voor het eerst voorgesteld door George Francis Hampson in een publicatie uit 1894.
De soort komt voor in de noordwestelijke Himalaya.